# 大懿皇后
大懿皇后（だいいこうごう、? - 240年代）は、三国時代の呉の大帝孫権の夫人（側室）。徐州琅邪郡の出身。姓は王。王夫人と呼ばれた。孫休の母の王夫人（敬懐皇后）とは別人である。父は王盧九。子は孫和。呉の第4代皇帝である孫晧の祖母。

## 生涯
選を経て後宮に入った。孫権の王夫人への寵愛ぶりは、歩夫人に次ぐものであったという。黄武3年（224年）に孫和を生んだ。 赤烏5年（242年）正月、孫和が皇太子になると、孫権は王夫人を立てて后にしようとした。その一方で、皇太子の生母として重んじられ、寵愛を受けた宮人たちはみな地方に遠ざけられるようになった。
孫魯班（全公主）と仲が悪かったことから、魯班は少しずつ悪口を吹き込むようになり、孫権が病臥になると「王夫人は病状に関心を持たない上に、嬉しそうな顔をしておりました」と言った。このため孫権も彼女に厳しく当たるようになってしまい、王夫人は憂悶のうちに死去することになった。
元興元年（264年）、孫晧は即位すると、王氏に大懿皇后の諡号を贈って追尊し、王氏の3人の弟を列侯に封じた。
小説『三国志演義』では、孫権の次男になった孫和の母という設定になっている。